# Anna Zaporozhanova
Anna Zaporozhanova (née le 9 août 1979) est une joueuse de tennis ukrainienne, professionnelle du milieu des années 1990 à 2004.
Elle a joué 2 finales de double sur le circuit WTA.

## Palmarès

### Titre en double dames
Aucun

### Finales en double dames
| No | Date       | Nom et lieu du tournoi       | Catégorie | Dotation  | Surface      | Vainqueures                      | Partenaire        | Score         |          |
| -- | ---------- | ---------------------------- | --------- | --------- | ------------ | -------------------------------- | ----------------- | ------------- | -------- |
| 1  | 08/05/2000 | Warsaw Cup by Heros Varsovie | Tier IVb  | 110 000 $ | Terre (ext.) | Tathiana Garbin Janette Husárová | Iroda Tulyaganova | 6-3, 6-1      | Parcours |
| 2  | 12/06/2000 | Tashkent Open Tachkent       | Tier IVa  | 140 000 $ | Dur (ext.)   | Li Na Li Ting                    | Iroda Tulyaganova | 3-6, 6-2, 6-4 | Parcours |

## Parcours en Grand Chelem

### En simple dames
N'a jamais participé à un tableau final.

### En double dames
| Année | Open d'Australie | Open d'Australie | Internationaux de France | Internationaux de France | Wimbledon | Wimbledon | US Open                     | US Open                |
| 2000  | -                | -                | -                        | -                        | -         | -         | 1er tour (1/32) T. Poutchek | Cara Black Likhovtseva |

Sous le résultat, la partenaire ; à droite, l’ultime équipe adverse.

## Parcours aux Jeux olympiques

### En double dames
| # | Date       | Nom de l'olympiade   | Surface    | Résultat      | Partenaire      | Ultimes adversaires          | Score    |          |
| - | ---------- | -------------------- | ---------- | ------------- | --------------- | ---------------------------- | -------- | -------- |
| 1 | 19/09/2000 | Olympic Games Sydney | Dur (ext.) | 2e tour (1/8) | Elena Tatarkova | Julie Halard Amélie Mauresmo | 6-2, 6-4 | Parcours |

## Classements WTA en fin de saison

### En simple
| Année | 1995 | 1996 | 1997 | 1998 | 1999 | 2000 | 2001 | 2002 | 2003 |
| Rang  | 533  | 550  | 365  | 371  | 283  | 218  | -    | 792  | 323  |

Source : (en) « Classements de Anna Zaporozhanova », sur le site officiel du WTA Tour

### En double
| Année | 1995 | 1996 | 1997 | 1998 | 1999 | 2000 | 2001 | 2002 | 2003 |
| Rang  | 429  | 325  | 339  | 352  | 269  | 133  | -    | 363  | 259  |

Source : (en) « Classements de Anna Zaporozhanova », sur le site officiel du WTA Tour